# 아베씨
아베씨 (阿倍氏, あべうじ, 후의 安倍氏)는 「阿倍 (安倍)」를 씨명으로 하는 씨족이다.
코겐 천황의 황자 오히코노미코토를 선조로 하는 황별 씨족이다. 아스카 시대부터 나라 시대에 대신급의 고관을 배출하였다. 헤이안 시대 이후에는 「安倍」를 성으로 사용하였다.

## 아베씨 (阿倍氏・安倍氏)

### 아베씨 (阿倍氏, 상고시대 ~ 나라시대)
케이코 천황의 비(妃) 중 한명인 타카다 히메의 아버지가 아베 키코이고, 또, 케이타이 천황의 비에 아베 노베히메가 있었다고 하지만, 역사상 확실한 단계에서 활약하는 것은 센카 천황의 대부(의정관)인 오오마로 (히마로라는 설도 있다)가 처음이었다. 오오마로는 오토모노 카나무라 · 모노노베노 아라카비 · 소가노 이나메 다음으로 가는 지위의 중신이었다고 한다. 스이코 천황 시대에는 소가노 우마코의 측근으로 마로가 등장하고 있다.
다이카 개신의 신정권에서 좌대신이 된것은 아베노 쿠라사다마로 (아베우치노 마로)였다. 아베씨는 『일본서기』 등에서도 외국 사신 등으로 파견 되는 인물이 많아, 쿠라사다마로는 가문뿐 아니라, 나름대로의 식견을 팔아 신정권에 참여했을 가능성이 높다. 또 쿠라사다마로의 딸 오타라시히메는 코토쿠 천황의 비가 되고, 아리마노미코를 낳았다고 했으며, 또 다른 딸 타치바나노이라츠메는 텐지 천황의 비가 되는 등, 당시의 아베씨의 세력이 막강했음을 알 수 있다.
그 후, 아베씨는 일족이 분립해 "후세노오미", "히키다노오미" (후에 같이 아손 성을 받는다) 등으로 분열해 갔다. 하지만, 히키다노오미를 이끄는 아베노 히라후가 사이메이 천황을 섬겨 장군으로 활약했고, 후세노오미를 이끄는 쿠라사다마로의 아들인 미우시 (635년~703년)는 다이호 율령아래 최초의 우대신에 임명되었다. 그 후, 후세노 미우시는 "아베노아손"의 성을 받았고, 이어 "히키다노아손"에서도 히라후의 아들들에 대해 같은 조치를 취했다. 견당사에서 유학생으로 당나라에 간 나카마로는 히라후의 손자, 후나모리의 아들이었다고 전해진다. 이후, 주로 미우시와 히라후의 후손이 "아베씨(阿倍氏)"라 칭하게 되었다. 하지만, 츄나곤으로 훙거한 미우시의 아들 히로니와 (659년~732년)가 죽자, 후지와라씨 등의 신흥귀족에게 밀려 침체한다. 하지만, 후지와라노 무치마로의 부인 (토요나리 · 나카마로의 생모)이나 후지와라노 요시츠구의 부인, 코미나 등의 유력자의 부인을 배출했다.

### 아베씨 (安倍氏, 헤이안 시대)
아베씨가 언제부터 阿倍氏에서 安倍氏으로 고쳤는지는 여러 설이 있지만, 헤이안 시대 초기 엔랴쿠 ~ 코닌 연간설이 유력한 것으로 알려져 있다. 이 시기에는 아베노 아니오 (?~808년, 미우시의 현손, 헤이제이 천황때 참의), 야스히토 (793년~859년, 히키다노아손 방계, 닌묘 천황 때 다이나곤, 우근위대장)라는 두명의 유력 고관을 배출했다. 하지만, 그 후의 활약은 아니오의 6대 후손으로 여겨지는 아베노 세이메이의 헤이안 중기에까지 내려와 버린다.

## 음양도 아베씨
헤이안 중기 이후, 아베씨는 아베노 세이메이를 배출한 계통이 주류를 이루면서, 중세부터는 츠치미카도 가문으로 명명해 대대로 음양도의 가문으로 알려지게 된다.
다만, 실제로는 세이메이의 계통이 아베씨 본류인지는 불분명하다. 셋츠국 출신이라는 설부터 아베씨와 마찬가지로 오히코노미코토를 시조로 하는 란파기촌 혹은 키시씨와 같은 도래인 계통이 칭한 아베씨 출신이 아니냐는 지적도 있다.

### 아베가 (安倍家)

#### 헤이안 시대 중기
아베노 세이메이 이후, 아베씨는 카모씨와 함께 음양도와 천문도를 관장했다. 그러나 벼슬로는 세이메이도 아들인 요시히라 (954년~1027년)도 종4위상이었고, 조상인 아니오와 비교하면 한수 아래인 것은 분명하다. 이후, 요시히라의 장남 토키야스는 천문밀주선지 수여자, 차남 아키치카는 천문박사, 3남 타테치카는 천문권박사로, 천문도에 관한 지위를 독점했다. 이후, 대대로 천문박사와 음양두에 임명되었지만, 한편으로는 그 지위나 학설을 둘러싼 일족간의 대립도 격화해, 토키치카의 아들 아리유키를 선조로써 손자 야스치카를 이은 적류에 해당하는 가계 (속히 "야스치카류"), 같은 토키치카의 아들 쿠니모리를 선조로로써 손자 하루미치를 이은 가계 ("하루미치토"), 토키치카의 동생 야스치카를 선조로써 손자 무네아키 및 그의 아들 히로카타를 이은 가계 (무네아키류)의 3계통으로 분리하여 격렬하게 싸웠다.

#### 헤이안 시대 말기 ~ 가마쿠라 시대
세상이 불안정할수록, 조정에서 음양사에 대한 기대가 높아지기 마련인지, 아베씨에서 이름난 음양사가 등장하는 것은 "난세"라고 해야할 때다. 지쇼 · 주에이의 난 (겐페이 전쟁) 당시 음양두 아베노 야스치카 (요시히라의 현손에 해당함. 1110년~1183년)는 정4위상, 아들인 토시히로 (1136년~1199년)는 정4위하까지 승진 했다. 하지만, 하루미치나 히로카타 및 그의 아들들도 자기의 가계의 설을 가지고 야스치카 부자와 격렬하게 대립을 계속해, 그 후에도 그 3계통 안에서도 분열하는 움직임이 계속되었다. 분열의 장기화의 배경으로써, 역도 업무의 핵심이었던 조력 (역(暦)의 작성)은 공동 작업을 필요로 해 적류가 작업의 주도권을 발휘하는 장소가 있는 반면, 천문도 업무의 핵심이었던 천문밀주는 임신자의 개인 작업이었기 때문에, 각류가 경합 관계에 빠진 점, 칸겐 2년 (1244년)에 적류 내부의 당주 싸움으로 아베노 유키히로 (토시히로의 증손자)가 동생 등 일족에게 살해당하고 적류가 주인이었던 인물이 처분되어 일시적으로 인재가 없어진 점 등을 들 수 있다.

#### 남북조 시대
남북조 시대에 등장한 아베노 아리요 (세이메이의 14대손, 야스치카의 8대손)은 마침내 공경인 종2위에 올랐다. 아베씨 일족으로서는 5백년 이상 끊이지 않았던 일이며, 그 직무상 때로는 두려워하고 꺼려지는 입장에 있던 음양사가 공경에 오른 것은 당시로써는 충격적인 사건이었다.
야스치카에게는 쿠죠 카네자네, 아리요에게는 아시카가 요시미츠라는 정치적인 후원자가 있었기 때문에 여기까지 승진하게 되었다고 하는 의견도 있다. 하지만 야스치카는 헤이시의 쇠락과 모치히토왕의 난을 예언했고, 아리요는 메이토쿠의 난 · 오에이의 난을 예언했다고도 하며, 점성술이나 음양도에서도 특출난 재능이 있었다는 기록이 남아있다. 카네자네와 요시미츠도 그들의 그러한 높은 능력을 평가했기 때문에, 높은 관직까지 승진 할 수 있었던 것이다.

### 츠치미카도가
츠치미카도가 도 참고바람.

#### 무로마치 시대 ~ 아즈치모모야마 시대
일반적으로는 (전문서 중에서도) "츠치미카도가"의 선조를 아베노 아리요에게 찾고, 아리요를 "츠키미카도 아리요"라고 호칭하는 경우가 많다. 하지만, 아리요가 "츠키미카도"를 자칭했다고 하는 기록은 당시의 츠키미카도 가문에 존재하지 않고, 확실히 "츠치미카도"를 자칭했다고 말할 수 있는 것은, 그 증손에 해당하는 아리노부 (무로마치 시대 중기 ~ 후기) 이후로 여겨진다.
당초에는 "유세일대"한 공경의 조건이었으나, 실제로는 아리요의 만년에 아시카가 요시미츠가 아리요의 오랜 공로에 보답해 적남인 아리모리를 공경으로 승진시켰고, 그 후에도 아리토키 · 아리노부와 그의 적류는 공경에 올랐다. 이리하여 아리요의 집안은 당상가 (반가)의 자격을 얻게 되고, 이윽고 대대로 당주의 저택이 츠치미카도 땅에 있었기 때문에 "츠키미카도"를 자창하게 되어, 다른 아베씨와는 구별하여 음양사로서의 공적인 직무는 모두 아베씨 츠치미카도가와 카도씨 카게유노코지가가 관장하기로 했다.
하지만, 초대인 아리노부는 오닌의 난 이후 혼란을 피해 영지인 와카사국 나타쇼 (현재 후쿠이현 오이군 오이쵸)로 낙향했다. 아들 아리하루도 와카사에서 일생을 보내며, 이후 와카사 정주 상능이 되었다. 손자인 츠치미카도 아리나가 (1527년~1577년)는 에이로쿠 8년 (1565년), 카모씨가 독점하던 달력박사를 처음으로 겸임했다. 그의 아들 츠치미카도 히사나가는 와카사에서 전란이 수습된 수도로 잠시 돌아왔으나 관백 (후의 태합) 도요토미 히데요시 치세하에서는 히데츠구 사건 (토요토미 히데츠구와 그의 근신 숙청) 및 음양사 추방 정책에 휘말려 일시 실각한다.

#### 에도 시대
히사나가는 에도 막부를 연 도쿠가와 이에야스에게 중용되었기 때문에, 조정에도 복귀가 허락되어 우메코지에 대저택을 하사받았다. 그의 아들 츠치미카도 야스시게 (1586년~1661년)는 천문박사로 쇠락한 가문을 재건하는 데 주력하여 공경으로 종2위에까지 올랐다. 또 동생 야스요시를 독립시켜 쿠라하시가를 창설했다. 또한 조정 음양료의 장관인 음양두의 자리를 둘러싼 아베씨 (츠치미카도가)와 카모씨 (이 시대는 서류의 코토쿠이가)의 사이에서의 오랜 갈등은 코토쿠이 토모덴이 텐나 2년 (1682년)에 35세의 나이로 요절한 것으로, 츠치미카도 야스토미 (1655년~1717년)가 음양두에 취임하면서, 이후 음양두는 아베씨 츠치미카도가가 독점하는 것으로 결정되었다. 야스토미는 텐나 3년 (1683년), 전국 음양사의 지배와 임명을 츠치미카도 가문의 독점으로 하는데 성공해, 츠치미카도 가문은 유일한 음양도 종가로 전성기를 맞았다. 이어 야스토미는 신토가 야마자키 안사이에게 사사해, 음양도와 스이카 신토를 융합한 츠치미카도 신토를 창설했다. 그러나, 에도 막부 천문방이 주도한 개력 (정향력)에 성공하자, 개력 권한을 둘러싸고 막부 (천문방)와 조정 (츠치미카도가)의 사이에 갈등이 빚어졌다. 야스토미의 막내 아들 야스쿠니 (1711년~1784년)는 재야의 역산가들의 도움을 받아 보력력을 제정하고, 개력 권한을 다시 츠치미카도 가문이 되찾는 데 성공했다. 그러나 보력력의 평판은 좋지 않았고, 그 후, 간세이력 및 천보력의 개력은 모두 막부 천문법에 의해 주도되었다.
에도 시대의 츠치미카도 가문의 무덤 중 많은 부분이 교토의 진여당과 우메코지의 매림사에 있다.

#### 메이지 시대 이후
메이지 유신의 혼란을 틈타, 당시의 당주 츠치미카도 하루오 (1827년~1869년)는 구막부의 천문방을 접수하고, 천문 관측이나 지도 측량의 권한을 수중에 넣었다. 이에 따라서 서양의 근대적 천문학이 사실상 배제되는 역전 현상이 빚어졌다. 게다가, 하루오는 서양의 태양력 (그레고리오력) 도입 움직임을 살피고, 양력 도입을 저지하고 기존의 태음태양력 유지를 도모하기 위해 메이지 개력을 제창했다. 그러나 하루오의 급서로인해 좌절되었다.
왕정복고의 물결에 의해, 이상과 같은 역전도 한때는 있었지만, 정부의 대방침인 부국강병을 위해서는, 근대적인 천문이나 측량이 육해군의 원활한 운영에 빠뜨릴 수 없고, 또 서양 근대국가와 어깨를 나란히 하기 위해 합리주의에 근거하는 미신 배척 · 가학 폐지 방침으로부터, 음양도와 음양사의 세습은 근대화의 방해가 되는 구폐라고 하는 인식을 정부가 가지게 되어, 음양료는 해체되는 흐름으로 바뀌었다. 하루오의 사자(양자) 하레나가가 어린 것을 다행으로, 메이지 3년 (1870년)에 음양료의 폐지와 음양도의 공적 분야에서 배제가 이루어지고, 이어서 천문과 역산 분야도 대학교 천문력도국과 해군 수로국, 문부성 천문국, 천문대로 이관되게 되었다.
하레나가 이후, 츠치미카도 가문은 도쿄로 이주해, 화족 제도 도입 후, 자작의 작위를 받았다. 또한, 쿠라하시 가문 (츠치미카도 히사나가의 후예, 아베씨 서류)도 자작의 작위를 받았다.
타이쇼 4년 (1915년), 츠치미가도가가 보유하고 있던 천문기록과 당주의 일기 등이 궁내성에 헌상되어, 그 대부분이 현재도 궁내청 서릉부에 보관되어 있다.

### 후예
아베 하루아키의 남자 혈맥은 우다 겐지 아야노코지 가문의 아들로, 쿠라하시가의 양자가 된, 쿠라하시 아리요시 (1738년~1784년)와 그의 아들이자 츠치미카도 가문의 양자가 된 츠치미카도 야스에이(1758년~1806년) 대에 단절되어, 현재의 츠치미카도 가문과 쿠라하시 가문의 당주는 모두 양자 상속을 거듭한 결과, 전국시대의 아베씨 당주 츠치미카도 아리나가부터 세어보니 모두 4차례 여계를 거쳤다.
한편, 츠치미카도 아리나가의 딸이 카쥬지 하루토요의 아내, 츠치미카도 야스토미의 딸이 쿠라하시 야스아키 (츠치미카도 히사나가로부터 5대손 남계 후손)의 아내, 나아가, 야스아키의 딸이 하기와라 카즈요시의 아내가 되어, 미나코를 낳았기 때문에, 카쥬지가, 하기와라가를 비롯한 몇몇 당상공가 · 화족의 후손 및 현 황실의 아내가 되고, 여계를 거치면서 아베 하루아키의 혈맥은 이어지고 있다.
상세 내용은 츠치미카도 아리나가#후예 및 츠치미카도 히사나가#후예를 참고바람.

## 유명 인물
| 아베씨     | 아베씨        |          | 츠치미카도씨 | 츠치미카도씨 |
| ---------- | ------------- | -------- | ------------ | ------------ |
| 이름       | 생몰년도      | 이름     | 생몰년도     |              |
| 미우시     | 635년 ~ 703년 | 아리토키 | ? ~ 1465     |              |
| 우치노마로 | ? ~ 649       | 야스키요 | ? ~ 1511     |              |
| 히라후     | 생몰년 미상   | 아리노부 | 1433 ~ 1514  |              |
| 후나모리   | 생몰년 미상   | 아리하루 | 1501 ~ 1569  |              |
| 스쿠나마로 | ? ~ 720       | 아리나가 | 1527 ~ 1577  |              |
| 히로니와   | ? ~ 732       | 히사나가 | 1560 ~ 1625  |              |
| 사미마로   | ? ~ 758       | 야스시게 | 1586 ~ 1661  |              |
| 시마마로   | ? ~ 761       | 야스히로 | 1611 ~ 1652  |              |
| 에미시     | ? ~ 772       | 타카토시 | 1626 ~ 1687  |              |
| 나카마로   | 698 ~ 770     | 야스토미 | 1655 ~ 1717  |              |
| 아니오     | ? ~ 808       | 야스마사 | 1677 ~ 1691  |              |
| 히로마로   | 757 ~ 820     | 야스렌   | 1685 ~ 1752  |              |
| 야스히토   | 795 ~ 859     | 야스쿠니 | 1711 ~ 1784  |              |
| 세이메이   | 921 ~ 1005    | 야스아니 | 1728 ~ 1754  |              |
| 요시히라   | 954 ~ 1026    | 아리쿠니 | 1753 ~ 1759  |              |
| 요시마사   | 955 ~ 1031    | 야스노부 | 1752 ~ ?     |              |
| 나리치카   | 생몰년 미상   | 야스에이 | 1758 ~ 1806  |              |
| 야스치카   | 1110 ~ 1183   | 야스타네 | 1782 ~ ?     |              |
| 토시히로   | 1136 ~ 1199   | 하레치카 | 1787 ~ 1842  |              |
| 야스키치   | 생몰년 미상   | 하루오   | 1827 ~ 1869  |              |
| 아리요     | 1327 ~ 1405   | 하레나가 | 1859 ~ 1915  |              |
| 아리모리   | 생몰년 미상   |          |              |              |
| 모리츠네   | ? ~ 1422      |          |              |              |
| 야스이에   | ? ~ 1417      |          |              |              |
| 아리모리   | ? ~ 1433      |          |              |              |
| 아리시게   | 생몰년 미상   |          |              |              |
| 아리토미   | 생몰년 미상   |          |              |              |